# ويليام هنري ديفيز

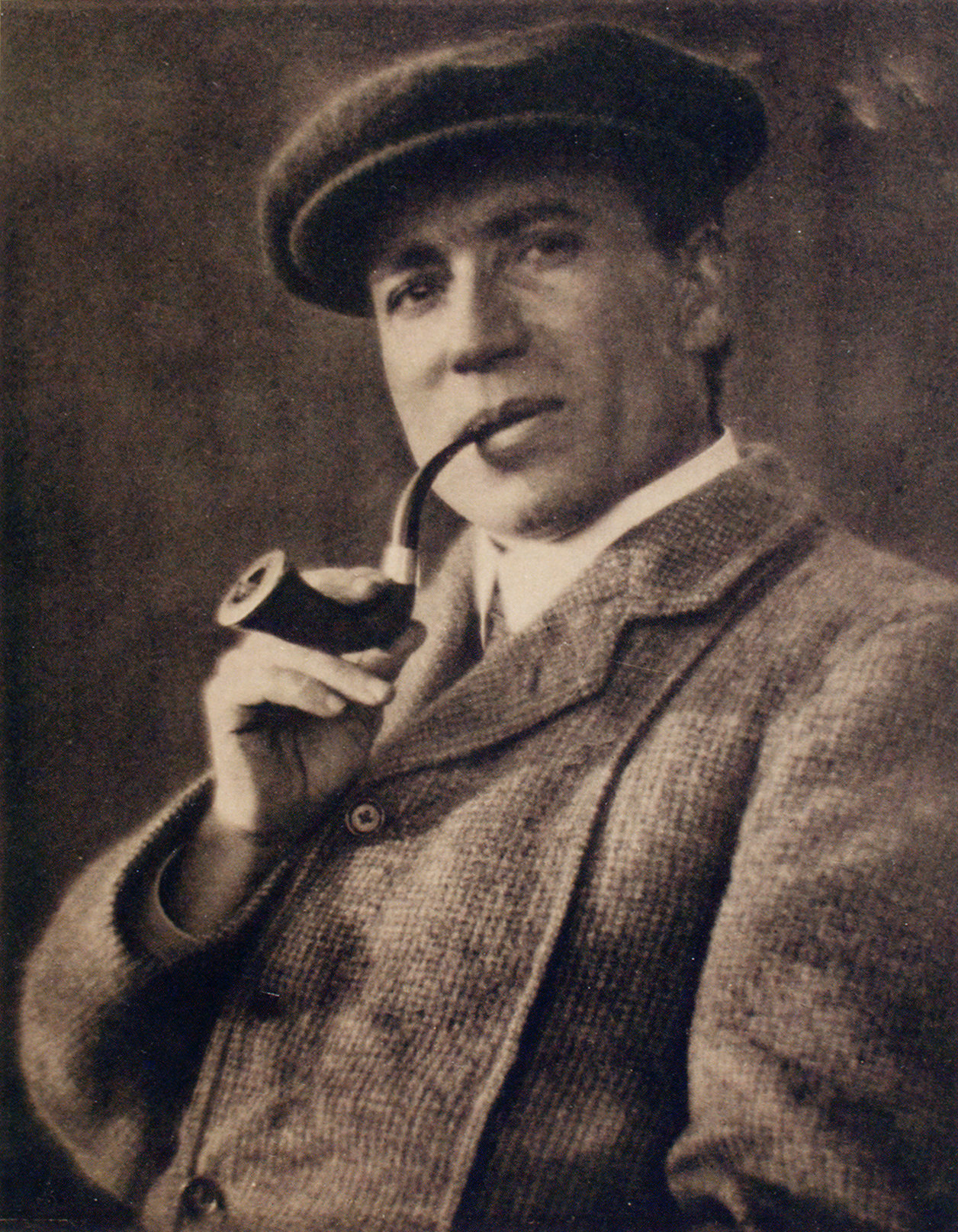
ويليام هنري ديفيز - 1913.

ويليام هنري ديفيز (3 يوليو 1871 – 26 سبتمبر 1940) كان شاعرًا وكاتبًا ويلزيًا، قضى جزءًا كبيرًا من حياته متشردًا في المملكة المتحدة والولايات المتحدة، ومع ذلك أصبح أحد أشهر شعراء عصره. تناولت أعماله مواضيع مثل مشاهداته حول مشاق الحياة، وانعكاسات الحالة الإنسانية في الطبيعة، ومغامراته كمتشرد، والشخصيات التي التقاها خلال رحلاته. غالبًا ما تُصنف أعماله ضمن شعراء المدرسة الجورجية، رغم أن أسلوبه ومواضيعه لا تتطابق تمامًا مع هذه المدرسة.

## بداية حياته
ولد ديفيز، ابن عامل صب معادن، في 6 شارع بورتلاند، في حي بيلغوينلي بمدينة نيوبورت في مقاطعة مونماوثشير، وهي مدينة ميناء مزدحمة. كان له أخ أكبر يُدعى فرانسيس غومر بواز، وُلد وهو يعاني من تشوه في الجمجمة، وقد وصفه كاتب سيرة ديفيز بأنه «بسيط وغريب الأطوار». في عام 1874 وُلدت أخته ماتيلدا.
في نوفمبر 1874، كان ويليام يبلغ من العمر ثلاث سنوات عندما توفي والده. في العام التالي، تزوجت والدته، ماري آن ديفيز، من جوزيف هيل. وافقت على أن تنتقل رعاية أطفالها الثلاثة إلى جديهم من جهة الأب، فرانسيس وليديا ديفيز، اللذَين كانا يديران نُزل «تشيرش هاوس» القريب في 14 شارع بورتلاند. كان جده، فرانسيس بواز ديفيز، قبطانًا بحريًا في الأصل من كورنوال. كان ديفيز من أقارب الممثل البريطاني الشهير السير هنري إيرفينغ، الذي كانت العائلة تطلق عليه «ابن العم برودريب». قد تذكر لاحقًا أن جدته كانت تقول عنه: «ابن العم الذي جلب لنا العار.» ووفقًا لما ذكره أحد الجيران، كانت جدته ترتدي «قبعات صغيرة جميلة مزينة بأشرطة 'بيبي'، وورود صغيرة وزخارف باللون البني القاتم.» أوسبرت سيتويل، في مقدمته لديوان «الأعمال الشعرية الكاملة لويليام ديفيز» الصادر عام 1943، كتب أن ديفيز أخبره أن المنزل الذي نشأ فيه كان يضم إلى جانب جديه ونفسه: «أخًا معتوهًا، أختًا... خادمة، كلبًا وقطة وببغاء وحمامة وطائر كناري.» كما أشار إلى أن جدته، التي كانت من طائفة المعمدانيين، كانت «أكثر تقوى وتزمتًا من زوجها.»
في عام 1879، انتقلت العائلة إلى شارع راغلان في نيوبورت، ثم إلى شارع لويس العلوي، حيث التحق ويليام بمدرسة تيمبل. في عام 1883، التحق بمدرسة ألكسندرا رود، وفي العام التالي أُلقي القبض عليه ضمن مجموعة من خمسة زملاء بتهمة سرقة حقائب يد، وحُكم عليه بتلقي اثني عشر ضربة بعصا البيرش. في عام 1885 كتب ديفيز أول قصيدة له بعنوان «الموت». في كتابه رحلة شاعرية (1918)، يروي ديفيز أنه حين بلغ الرابعة عشرة من عمره، طُلب منه الجلوس بجانب جده المحتضر. لكنه لم يشهد لحظة وفاته لأنه كان منهمكًا في قراءة «كتاب مغامرات برية شيّق للغاية».

### حياته كشاعر
عاد ديفيز إلى بريطانيا ليعيش حياة صعبة، في الغالب في ملاجئ لندن ودور الإيواء، بما في ذلك نُزل لجيش الخلاص في منطقة ساوثوورك يُعرف باسم «ذا آرك» (The Ark)، والذي أصبح يكرهه بشدة. بسبب خوفه من رد فعل المتشردين الآخرين تجاه كتاباته، كان ديفيز يتظاهر بالنوم بينما يؤلف قصائده ذهنيًا، ليقوم لاحقًا بتدوينها سرًا. في إحدى المرات، اقترض المال لطباعة مجموعة من قصائده، وحاول بيعها من باب إلى باب، لكن المحاولة باءت بالفشل، فانتهى به الأمر إلى إحراق جميع النسخ المطبوعة.
نشر ديفيز أول ديوان شعري له على نفقته الخاصة بعنوان مدمّر الروح (The Soul's Destroyer) في عام 1905، وذلك باستخدام مدخراته مرة أخرى. شكّل هذا العمل بداية نجاحه وبروز سمعته الأدبية. لأجل نشر هذا الديوان، تخلى ديفيز عن مخصصاته المالية واختار أن يعيش كمتشرد لمدة ستة أشهر، وكان يحتفظ بالمسودة الأولى للكتاب مخبأة في جيبه، وذلك فقط ليستطيع الحصول على قرض من ميراثه. لكن عند نشره، لم يلقَ الكتاب أي اهتمام، فاضطر ديفيز إلى إرسال نسخ منه يدويًا إلى أشخاص أثرياء محتملين اختار أسماءهم من صفحات Who's Who، طالبًا منهم دفع ثمن الكتاب، وهو نصف كرونة (half crown)، مقابل الاحتفاظ بالنسخة. باع 60 نسخة فقط من أصل 200 تم طباعتها. إحدى هذه النسخ وصلت إلى آرثر سانت جون أدكوك، وكان حينها صحفيًا في جريدة ديلي ميل. وبعد قراءته للكتاب، كتب في مقاله آلهة شارع غروب الحديث (Gods of Modern Grub Street) أنه، رغم وجود «ركاكة وسذاجة» في بعض الأبيات، يحتوي الكتاب على «بعضًا من أعذب وأروع الشعر الذي يمكن العثور عليه في الكتب الحديثة.» أرسل أدكوك ثمن الكتاب، ثم طلب لقاء ديفيز. يُعتبر أدكوك «الرجل الذي اكتشف ديفيز». نشرت النسخة التجارية الأولى من مدمّر الروح عن طريق دار ألستون ريفرز عام 1907، تلتها طبعة ثانية عام 1908، وثالثة في عام 1910. أُعلن عن طبعة عام 1906 صادرة عن دار فايفيلد، لكن لم يتم التحقق منها.

### الانحدار والموت
في سبتمبر عام 1938، حضر ويليام هنري ديفيز مراسم إزاحة الستار عن لوحة تذكارية تكريمًا له في نُزل تشيرش هاوس، حيث ألقى الشاعر الملكي جون ميزفيلد كلمة بهذه المناسبة. كان ديفيز حينها مريضًا، وكانت تلك المناسبة آخر ظهور علني له.
قبل زواجه، كان ديفيز غالبًا ما يقيم في لندن لدى صديقه أوسبرت سيتويل وشقيقه ساشفريل. كانوا يستمتعون بجولات على ضفاف نهر التايمز، وحضور الحفلات الموسيقية التي تقدمها عازفة الهاربسيكورد الشهيرة فايلوت غوردون-وودهوس. بعد انتقاله للإقامة في واتليدج، استمرت هذه الصداقات. قبل نحو ثلاثة أشهر من وفاته، زاره في منزله «غلينداور» كل من غوردون-وودهوس وعائلة سيتويل، إذ كان ديفيز مريضًا للغاية وغير قادر على السفر. وصفه سيتويل حينها بأنه بدا «مريضًا جدًا»، لكنه أضاف أن «رأسه، الذي كان يعبر بوضوح عن شخصيته بطابعه الريفي والبحري الجريء، مع شعره الأسود الذي بدأ يشيب قليلًا، لكنه لا يزال صلبًا كما كان، محيطًا بجبهته العالية العظمية، بدا وكأنه اكتسب طابعًا نَحتيًا أكثر من أي وقت مضى.»
أخبرت هيلين (زوجته) سيتويل على انفراد أن قلب ديفيز يُظهر «أعراضًا مقلقة من الضعف»، وأرجع الأطباء ذلك إلى العبء المستمر الذي كان يسببه له وزنه الخشبي (في إشارة إلى ساقه الصناعية). أخفت هيلين عن زوجها مدى خطورة حالته الصحية الحقيقية.

أفضى ديفيز إلى صديقه سيتويل قائلًا:
«لم أُصب بمرض من قبل، حقًا، سوى عندما تعرضت لذلك الحادث وفقدت ساقي... وتعلم، حين يصيبني ذلك الألم، أصبح بالغ التهيّج، لا أطيق حتى سماع أصوات الناس... أحيانًا أشعر أنني أرغب فقط في أن أستدير على جانبي وأموت.»
استمر تدهور صحة ديفيز حتى توفي في سبتمبر عام 1940 عن عمر يناهز 69 عامًا. لم يكن ديفيز من روّاد الكنيسة في سنواته البالغة، وقد تم حرق جثمانه في مقبرة باونسرز لين في تشلتنهام، حيث وُضعت رفاته لاحقًا.